# 生馬アイザック
ザック生馬（ザック・いくま, Zac Ikuma）はスポーツキャスター、俳優である（formerly Ikuma Isaac：生馬アイザック）株式会社三桂　所属

## 経歴
イギリス系カナダ人の父親と日本人の母親の間に東京都で生まれ、東京やカナダのトロントで育った。ペンシルベニア大学卒業後、アメリカ合衆国・カナダを中心にスポーツジャーナリストとしての活動を開始、2002年にはアリーナフットボールリーグのトロント・ファントムズの番記者を務めた。
2003年から俳優としても活動を行っており、2006年にオフ・ブロードウェイへの出演歴がある。
2007年、日本テレビ放送網のNFLハイライト番組「NFL倶楽部」現地レポーターを担当、2013年からFOXスポーツ&エンターテイメント他の「FOX SPORTS ジャパン・BASEBALL CENTER」・「BS12 プロ野球中継」で、千葉ロッテマリーンズ主管試合のベンチレポーターなどを担当していたが、2015年からはUstreamのドラゴンズ ライブTVの実況を担当している。
その際、加藤暁とおなじく、実況する日を"予告先発"している。
2016年2月19日より、芸名（登録名と称している）を生馬アイザックからザック生馬（Zac Ikuma）に変更した。
2016年3月より、スポナビライブ（ヤフー、ソフトバンク配信アプリ）で主に横浜DeNAベイスターズ主催試合、中日ドラゴンズ主催試合のMC実況を担当している。後者の方は、NHK名古屋放送局かテレビ愛知が放映権を獲得した一部試合に限り、制作映像をUSTREAMドラゴンズライブTVでも流している。
2019年からは当時八村塁が所属していたNBA、ワシントン・ウィザーズの公式特派員に就任。
2023-24シーズンよりB3リーグに参入する徳島ガンバロウズのゼネラルマネージャーに就任。

## 出演

### スポーツ実況
2018年現在
- 横浜DeNAベイスターズ主催試合（abemaTV）
- NFL（主にNBCサンデーナイトフットボール）（DAZN）

### ラジオ
- クロノス（2018年8月27日-30日、TOKYO-FM）-MC